# Брунс, Карл Георг
Карл Георг Брунс (нем. Karl Georg Bruns; 1816—1880) — немецкий правовед; профессор Тюбингенского, Ростокского и Берлинского университетов; член Прусской академии наук

## Биография
Родился в Гельмштедте 24 февраля 1816 года в семье Георга Теодора Брунса (1786—1835) и его жены Фридерики (1786—1822), дочери филолога И. Кеппена (1755–1791). Его дед, Пауль Якоб Брунс (1743–1814), был профессором в Хельмштедтском и Галльском университетах.
Из-за переездов семьи, связанных с местами работы отца, он учился в Хельмштедте, затем в Вольфенбюттеле и, наконец, в Брауншвейгском коллегиуме (1834). В 1835 году поступил в Гёттингенский университет, в 1836 году перешёл в Гейдельбергский университет, а осенью 1836 года — в Тюбингенский университет, где преподавал его дядя Генрих Эдуард Зигфрид фон Шрадер (1779–1860). Изучал право на лекциях Карла фон Вехтера. Получил степень доктора права 10 мая 1838 года. Вернувшись в Брауншвейг, он решил продолжать обучение и осенью 1838 года переехал в Берлин, где стал интенсивно изучать философию Гегеля; посещал лекции Фридриха Карла фон Савиньи. Зимой 1839/40 гг. он вернулся в Тюбинген и весной 1840 года стал частным лектором в местных учебных заведениях.
В 1844 году был назначен экстраординарным профессором Тюбингенского университета. В 1849 году перешёл ординарным профессором римского права в Ростокский университет, в 1851 году стал читать лекции в Галльский университет и в 1859 году возвратился в Тюбинген. 
В 1861 году он был приглашён, как преемник Келлера и Савиньи, в Берлинский университет, в котором и оставался до своей смерти. Его лекции обнимали собою Пандекты, историю римского права, институции и гражданское судопроизводство. В 1870—1871 гг. он был также ректором Берлинского университета. В 1875 году стал членом Прусской академии наук.
Практически всю свою жизнь он был здоров и за семь дней до смерти заболел пневмонией, от которой он умер в Берлине 10 декабря 1880 года в возрасте 64 лет. Был похоронен на Старом кладбище Святого Матфея в Шёнеберге. Могила не сохранилась.

## Семья
Женился в Тюбингене 21 сентября 1841 года на дочери председателя Совета главного судьи Гмелин в Эсслингене Шарлотте (?—1900). Их сын Иво Брунс (1853—1901) — известный немецкий филолог-классик.